# Ngân hàng quốc gia Ukraina
Ngân hàng Quốc gia Ukraina (tiếng Ukraina: Національний банк України), viết tắt là NBU (tiếng Ukraina: НБУ) là ngân hàng trung ương của Ukraina - cơ quan chính phủ chịu trách nhiệm thống nhất chính sách nhà nước trong lĩnh vực lưu thông tiền tệ của đất nước, bảo đảm giá trị đơn vị tiền tệ quốc gia - đồng hryvnia Ukraina, quy định và giám sát các hoạt động, chức năng và địa vị pháp lý của chính phủ và các ngân hàng thương mại dựa trên các nguyên tắc của Hiến pháp Ukraine và bộ luật "Về Ngân hàng Quốc gia Ukraina".

Con dấu của Ngân hàng

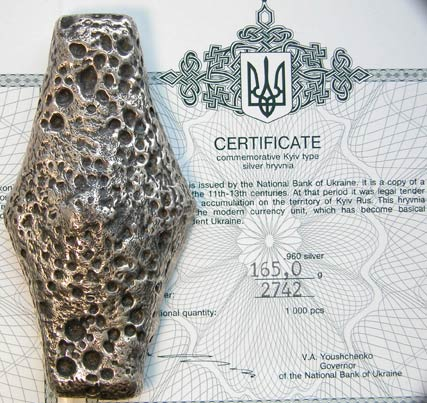
Hryvnia làm bằng bạc, thế kỷ 11 - 13